# Basílica de Herculano

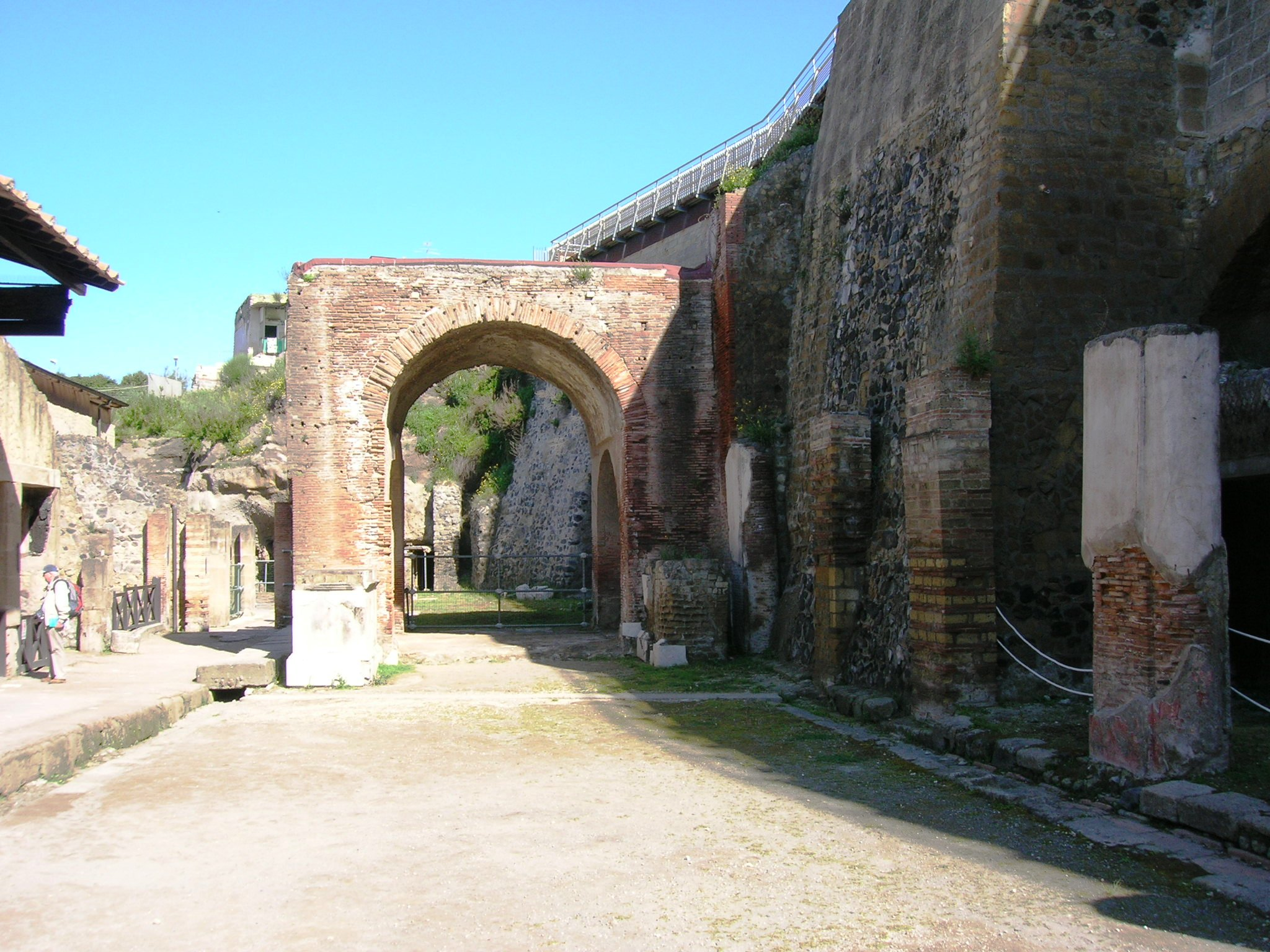
El arco de cuatro lados.

La Basílica, también llamada Augusteum, es un edificio público de la época romana, sepultado durante la erupción del Vesubio en el año 79 y encontrado a raíz de las excavaciones arqueológicas de la antigua Herculano: aún no se ha desenterrado casi en su totalidad, solo se ha explorado a través de túneles y, además de su función administrativa y judicial normal, también se utilizaba para el culto del emperador.

## Historia

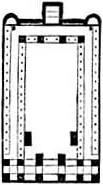
Planta de Charles Cochin.

La basílica se construyó durante la época julio-claudia en el siglo I a. C.; luego fue dañada por el terremoto de Pompeya del año 62, tras lo cual se sometió a renovaciones a instancias del emperador Tito Flavio Vespasiano. Los flujos piroclásticos provocados por la erupción del Vesubio en el año 79 lo sepultaron bajo una gruesa capa de lodo, y su descubrimiento se produjo en el siglo XVIII, cuando los exploradores borbónicos lo investigaron a través de túneles, despojándolo de todas sus posesiones; no quedó claro de inmediato qué edificio era: Roque Joaquín de Alcubierre lo consideró un templo, Francisco La Vega un foro y Michele Ruggiero una palestra. Más tarde se supo de su verdadera función, la de basílica, gracias al descubrimiento de un epígrafe en el que también estaba inscrito el nombre de su constructor, Marco Nonio Balbo, que decía lo siguiente:
«Marco Nonio Balbo, hijo de Marco, procónsul, financió la basílica, los muros y las puertas».

en latín: M. Nonius M.f. Balbus proconsul basilicam portas murum pecunia sua.
La gran cantidad de estatuas y frescos con temas clásicos del arte griego  que se encontraban en su interior se reprodujeron en dibujos, alimentando no solo la corriente neoclasicista, sino también atrayendo a la zona a cada vez más artistas que viajaban a Italia con motivo del Grand Tour. Durante las exploraciones de Amedeo Maiuri, en la primera mitad del siglo XX, sólo se sacó a la luz la parte del chalcidicum, es decir, el pórtico de entrada, mientras que el resto está aún por excavar: en 2012, los hallazgos de la basílica fueron objeto de una exposición en el Museo del Hermitage de San Petersburgo.

## Descripción

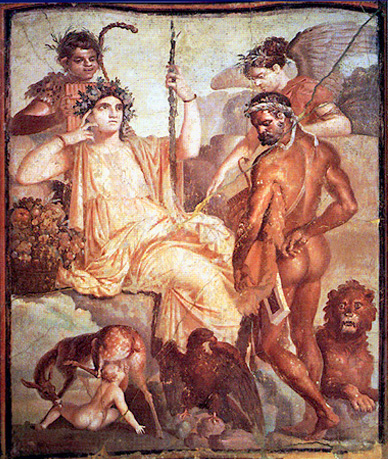
El fresco de Heracles reconociendo a Télefo

La estructura de la basílica se conoce por un dibujo de Charles-Nicolas Cochin datado en 1754: tiene sesenta metros de largo por cuarenta de ancho, cinco entradas a lo largo de sus lados y una planta similar a la del Edificio de Eumaquia de Pompeya. La única zona sacada a la luz es la de la entrada principal a lo largo del chalcidicum, que da al decumanus maximus: se caracteriza por un arco de cuatro lados con decoraciones de estuco de cuarto estilo, entre las que se puede reconocer un sátiro recostado, mientras que en las proximidades hay tres bases de bronce donde descansaban tres estatuas, una de las cuales era una estatua ecuestre de Marco Nonios Balbo, orientada hacia el edificio, mientras que las otras dos no se han encontrado.
En el interior, dos filas de columnas de ladrillo revestidas de estuco, más una tercera en la parte posterior, dividen la basílica en tres naves: una central, más grande y pavimentada en mármol, y dos laterales más estrechas, pavimentadas en opus sectile con mármoles policromados y con paredes decoradas por arcos y pilastras en las que se abren hornacinas, donde se han encontrado varias estatuas, entre ellas las de Livia Drusila, Agripina, Germánico Julio César y la familia de Marco Balbo; la cornisa sobre el pórtico tiene decoraciones de estuco del cuarto estilo con representaciones de leones, delfines y luchas eróticas. En la parte posterior del edificio hay tres ábsides: una central rectangular en correspondencia con la nave principal, con frescos que representan a Heracles reconociendo a Télefo y a Teseo victorioso sobre el Minotauro, y dos naves laterales con frescos que representan a Aquiles y Quirón y a Marsias y el Olimpo. Delante de la exedra central se encontró un grupo de estatuas de Augusto, Claudio y Tito con una armadura decorada con elefantes, y delante de las exedras laterales, estatuas de bronce de Augusto y Claudio; tanto los frescos como las estatuas, todas con inscripciones con el nombre del personaje representado, así como diversos epígrafes, se conservan en el Museo Arqueológico Nacional de Nápoles.